# Großsteingräber bei Schwinge

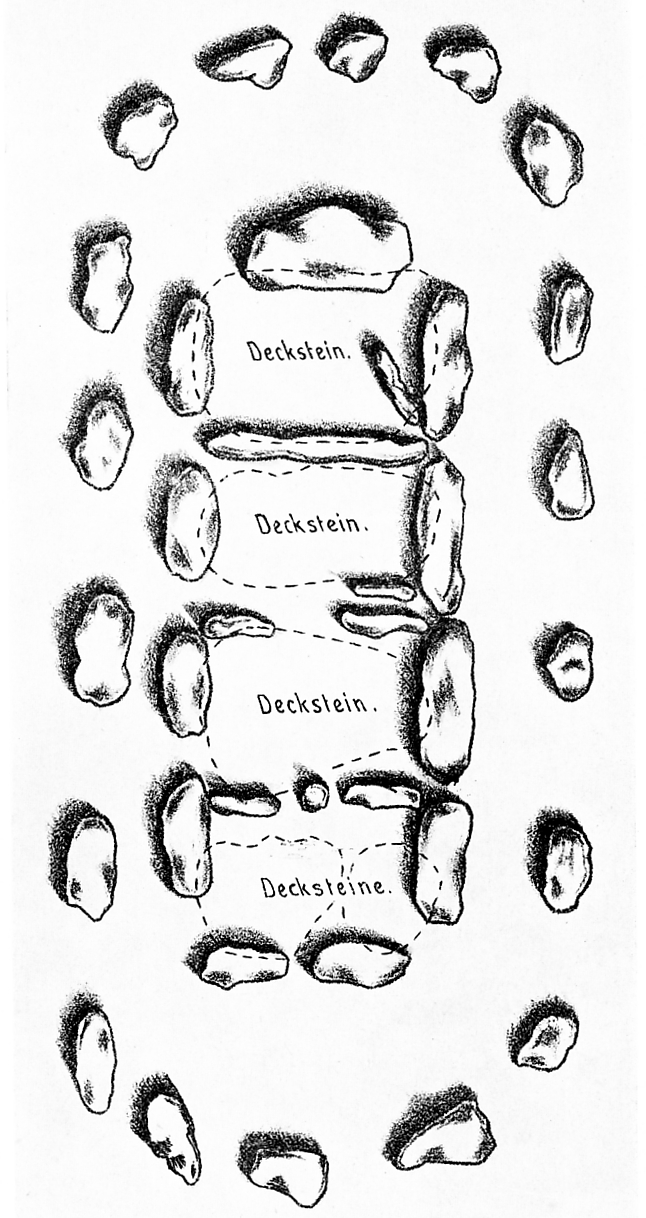
Grundriss von Grab 2 nach von Hagenow

Die Großsteingräber bei Schwinge waren neun megalithische Grabanlagen der jungsteinzeitlichen Trichterbecherkultur bei Schwinge, einem Ortsteil von Loitz im Landkreis Vorpommern-Greifswald (Mecklenburg-Vorpommern). Sie wurden vermutlich im 19. Jahrhundert zerstört. Die Existenz der Gräber wurde in den 1820er Jahren durch Friedrich von Hagenow handschriftlich erfasst. Seine Notizen wurden 1904 von Rudolf Baier veröffentlicht. Ein Grab wurde durch von Hagenow archäologisch untersucht und zeichnerisch festgehalten. Es trägt die Sprockhoff-Nummer 546. Die Fundgegenstände aus diesem Grab verblieben zunächst in von Hagenows Privatbesitz und befinden sich heute im Stralsund Museum.

## Lage
Die genaue Lage der Gräber wurde durch von Hagenow nicht vermerkt. Möglicherweise bildeten acht Gräber eine Gruppe und das neunte lag etwas abseits, da von Hagenow bezüglich des von ihm untersuchten Grabes lediglich sieben benachbarte Gräber erwähnt. Die Anlagen von Schwinge waren Teil einer größeren Gruppe von Megalithgräbern, die sich südwestlich von Greifswald zwischen Dargelin im Osten und Düvier im Westen erstreckt.

## Beschreibung

### Architektur
Acht Anlagen wurden nur listenartig erfasst. Es handelte sich bei ihnen um Großdolmen, die von einem Rollsteinhügel ummantelt waren und keine steinerne Umfassung besaßen.
Nur zum größten und genauer untersuchten Grab legte von Hagenow eine ausführliche Beschreibung vor. Es war ost-westlich orientiert und besaß eine Umfassung, die gemäß von Hagenows Zeichnung noch weitgehend vollständig war und aus 18 Steinen bestand. Sie hatte eine Länge von 34 Fuß (ca. 11 m) und eine Breite von 12 Fuß (ca. 3,8 m). Bei der Grabkammer handelte es sich ebenfalls um einen Großdolmen. Er besaß vier Wandsteinpaare an den Langseiten, einen Abschlussstein an der westlichen Schmalseite und zwei kleinere Steine an der östlichen Schmalseite. Möglicherweise war einer hiervon durch von Hagenow anstelle des Zugangs irrtümlich ergänzt worden, zumal er im Text auch nur jeweils einen Stein an den Schmalseiten erwähnt. Von Hagenow nennt „drei kolossale Decksteine“, die noch in situ auflagen. Der westlichste war der größte. Der vierte und östlichste Deckstein war gemäß der Zeichnung in zwei Teile zerbrochen. Das Innere der Kammer war durch drei Reihen quer gestellter Steinplatten in vier Quartiere eingeteilt. Die östliche Reihe bestand aus zwei Platten von 2 Fuß (ca. 0,6 m) Höhe, zwischen denen ein kegelförmiger Stein von 2,5 Fuß (ca. 0,8 m) Höhe stand. Die mittlere Reihe bestand aus zwei Steinplatten und einer weiteren, etwas versetzten, die mit der nördlichen Platte eine kleine Nische bildete. Die westliche Reihe bestand aus einer einzelnen langen Platte. Die Breite der Kammer betrug 9,5 Fuß (ca. 2,8 m); ihre Länge ist nicht angegeben, kann anhand der Zeichnung aber auf etwa 7,4 m geschätzt werden.

### Bestattungen
In der kleinen Nische an der mittleren nördlichen Langseite fand von Hagenow einige menschliche Skelettreste. Es handelte sich um Beinknochen, Rippen und ein Stück eines Schädels.

### Beigaben
Die Beigaben scheinen bereits weitgehend ausgeräumt gewesen zu sein. Von Hagenow entdeckte lediglich eine durchlochte Bernstein-Scheibe. Im Bericht unerwähnt blieben eine querschneidige Pfeilspitze und ein Klingenschaber aus Feuerstein.